# معركة البثنة
معركة البثنة معركة دارت بين قبيلة الشحوح و القواسم بسبب قيام الشحوح بقتل أحد القواسم من  رأس الخيمة

## الخلفية
في عام 1884م أجرى الشيخ حمد بن عبد الله الشرقي مباحثات مع شيوخ الشحوح في (دبا) وغيرها من المناطق لمساعدته بعمليه فاصله تنهي الهيمنة القاسمية على إمارة الفجيره، وافق الشحوح على ذلك وسرعان ما اندفع مسلحوهم فاستولوا على بلدتي لوليه والزبارة وطوقوا خور فكان وعندها قام الزعيم الشرقي بإعلان استقلال  الفجيرة عن القواسم.

### شرارة المعركة
قام الشحوح بقتل أحد القواسم من  رأس الخيمة في مدينة دبا الغرفة التي تتبع إمارة  الفجيرة فقام الزعيم القاسمي بتجهيز جيشه لغزو  الفجيرة
واعادتها لحكمهم، ولما وصلت الأنباء للزعيم الشرقي قام بالاجتماع بزعماء الشحوح في مدينة دبا وأخبرهم بمخاوفه من نشاطات الزعيم القاسمي لاعادة  الفجيرة لحكمهم، وقام كذلك باحتلال مواضع دفاعية في بلدة البثنة التي تسيطر على الطرق المؤدية إلى  الفجيرة، ولكن القوات القاسمية تمكنت من احتلال مدينة البثنة إلى أن قام رجال الشيخ زيد بن صالح الكمزاري الشحي الملقب زيد الهلالي حاكم مدينة دبا وتوابعها بهجوم معاكس وبعد معركة استمرت يوما واحدا تمكنت قوات الشحوح من استعادة المنطقة.

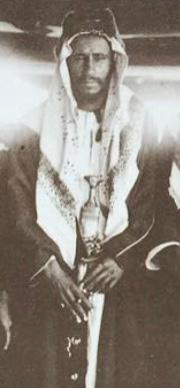
الشيخ صقر بن خالد القاسمي حاكم امارة راس الخيمة والشارقة (1883 - 1913)

## بعد المعركة
"وثيقه من الشيخ محمد بن حمد الشرقي حاكم الفجيرة إلى الشيخ زيد بن صالح الشحي حاكم دبا البيعة وتوابعها"
إلى جناب الأكرم المكرم الافخم الأخ العزيز زيد بن صالح الشحي سلام عليكم ورحمة الله وبركاته على الدوام أخبارنا ساكنه من فضل الله ونشكركم ونشكر رجال الشحيين الذين فزعوا لنا وبذلوا جهدهم وازالوا الضيق الذي نحنوا فيه من قبل أعدائنا حيث أنهم اجتمعوا لنا وأعوانهم من كل منطقه تجمعهم وصار عددهم كثير واحاطوا بالبثنه وقبضوها واستلموا حصنها ومع هجوم الشحيين المزعج وعزمهم الحار المغير دارة معركه بين الشحيين واعدائنا ما آخذة المعركة يوم واحد فولوا أعدائنا هاربين واستولوا الشحيين البثنه وحصنها وذبح الذي ذبح وجرح الذي جرح واستلموا رجال الشحيين سبع رايات من رايات العدو ونحمد الله على هذا النصر الذي انتصرناه ومن تاريخ هذا اليوم جعلنا البثنه وملحقاتها خاصه إلى الشحيين وقد رفعنا هذه البشارة إلى السلطان فيصل بن تركي وإلى الشيخ زايد بن خليفه وكما نرجو منك البيان لهم والسلام. حرر يوم الاثنين خمسة وعشرون شوال سنة الف وثلاثمائة وعشرين هجرية
ملاحظه سابقا أرسلنا لك كتاب على موضع هذا الكتاب لاجاءنا جواب منك نرجوا البيان.